# Yokkaichi Challenger 2024 - Doppio
Il doppio del torneo di tennis professionistico Yokkaichi Challenger 2024, facente parte della categoria Challenger 75 nell'ambito dell'ATP Challenger Tour 2024, si è giocato dal 25 novembre al 1° dicembre a Yokkaichi, in Giappone. Tra le coppie partecipanti erano assenti Evan King e Reese Stalder, i detentori del titolo.
In finale Thomas John Fancutt e Jakub Paul hanno sconfitto Kokoro Isomura e Hikaru Shiraishi con il punteggio di 6–2, 7–5.

## Teste di serie
1. Nam Ji-sung /  Matthew Romios (quarti di finale)
2. Thomas John Fancutt /  Jakub Paul (campioni)

1. Blake Bayldon /  Marcus Willis (primo turno)
2. Alexander Merino /  Christoph Negritu (quarti di finale)

## Wildcard
1. Shintaro Mochizuki /  Rei Sakamoto (semifinale, ritirati)

1. Lennon Roark Jones /  Shogo Sanada (primo turno)

## Alternate
1. Naoya Honda /  Hayato Matsuoka (primo turno)

## Tabellone

### Legenda
| - Q = Qualificato - WC = Wild card - LL = Lucky loser | - ALT = Alternate - SE = Special Exempt - PR = Protected Ranking | - w/o = Walkover - r = Ritirato - d = Squalificato |

|  | Primo turno | Primo turno             | Primo turno             | Primo turno | Primo turno |  |  | Quarti di finale | Quarti di finale       | Quarti di finale      | Quarti di finale      | Quarti di finale      |                  |     | Semifinali | Semifinali                      | Semifinali                      | Semifinali                     | Semifinali                     |   |   | Finale | Finale | Finale | Finale | Finale |  |
|  |             |                         |                         |             |             |  |  |                  |                        |                       |                       |                       |                  |     |            |                                 |                                 |                                |                                |   |   |        |        |        |        |        |  |
|  | 1           | J-s Nam M Romios        | J-s Nam M Romios        | 710         | 6           |  |  |                  |                        |                       |                       |                       |                  |     |            |                                 |                                 |                                |                                |   |   |        |        |        |        |        |  |
|  |             | R Matsuda K Stevenson   | R Matsuda K Stevenson   | 68          | 3           |  |  | 1                | J-s Nam M Romios       | 6                     | 2                     | [10]                  |                  |     |            |                                 |                                 |                                |                                |   |   |        |        |        |        |        |  |
|  | WC          | LR Jones S Sanada       | LR Jones S Sanada       | 65          | 65          |  |  |                  | P Henning K van Wyk    | 4                     | 6                     | [12]                  |                  |     |            |                                 |                                 |                                |                                |   |   |        |        |        |        |        |  |
|  |             | P Henning K van Wyk     | P Henning K van Wyk     | 7           | 7           |  |  |                  |                        |                       |                       |                       |                  |     |            | P Henning K van Wyk             | P Henning K van Wyk             | 4                              | 2                              |   |   |        |        |        |        |        |  |
|  | 3           | B Bayldon M Willis      | 4                       | 7           | [6]         |  |  |                  |                        |                       | K Isomura H Shiraishi | K Isomura H Shiraishi | 6                | 6   |            |                                 |                                 |                                |                                |   |   |        |        |        |        |        |  |
|  |             | S Hazawa R Taguchi      | 6                       | 64          | [10]        |  |  |                  | S Hazawa R Taguchi     | S Hazawa R Taguchi    | 613                   | 2                     |                  |     |            |                                 |                                 |                                |                                |   |   |        |        |        |        |        |  |
|  |             | K Isomura H Shiraishi   | K Isomura H Shiraishi   | 6           | 6           |  |  |                  | K Isomura H Shiraishi  | K Isomura H Shiraishi | 715                   | 6                     |                  |     |            |                                 |                                 |                                |                                |   |   |        |        |        |        |        |  |
|  |             | P Bar Biryukov K Saitoh | P Bar Biryukov K Saitoh | 2           | 2           |  |  |                  |                        |                       |                       |                       |                  |     |            | Kokoro Isomura Hikaru Shiraishi | Kokoro Isomura Hikaru Shiraishi | 2                              | 5                              |   |   |        |        |        |        |        |  |
|  | WC          | S Mochizuki R Sakamoto  | S Mochizuki R Sakamoto  | 6           | 6           |  |  |                  |                        |                       |                       |                       |                  |     |            |                                 | 2                               | Thomas John Fancutt Jakub Paul | Thomas John Fancutt Jakub Paul | 6 | 7 |        |        |        |        |        |  |
|  | Alt         | N Honda H Matsuoka      | N Honda H Matsuoka      | 1           | 4           |  |  | WC               | S Mochizuki R Sakamoto | 3                     | 7                     | [10]                  |                  |     |            |                                 |                                 |                                |                                |   |   |        |        |        |        |        |  |
|  |             | M Imamura K Uchida      | 6                       | 2           | [8]         |  |  | 4                | A Merino C Negritu     | 6                     | 63                    | [7]                   |                  |     |            |                                 |                                 |                                |                                |   |   |        |        |        |        |        |  |
|  | 4           | A Merino C Negritu      | 4                       | 6           | [10]        |  |  |                  |                        |                       |                       |                       |                  |     | WC         | S Mochizuki R Sakamoto          | S Mochizuki R Sakamoto          | S Mochizuki R Sakamoto         |                                |   |   |        |        |        |        |        |  |
|  |             | T-h Huang T-l Wu        | 2                       | 6           | [9]         |  |  |                  |                        | 2                     | T Fancutt J Paul      | T Fancutt J Paul      | T Fancutt J Paul | w/o |            |                                 |                                 |                                |                                |   |   |        |        |        |        |        |  |
|  |             | Y Kusuhara S Nakagawa   | 6                       | 3           | [11]        |  |  |                  | Y Kusuhara S Nakagawa  | 7                     | 4                     | [8]                   |                  |     |            |                                 |                                 |                                |                                |   |   |        |        |        |        |        |  |
|  |             | A Ayeni T Kumasaka      | A Ayeni T Kumasaka      | 2           | 64          |  |  | 2                | T Fancutt J Paul       | 5                     | 6                     | [10]                  |                  |     |            |                                 |                                 |                                |                                |   |   |        |        |        |        |        |  |
|  | 2           | T Fancutt J Paul        | T Fancutt J Paul        | 6           | 7           |  |  |                  |                        |                       |                       |                       |                  |     |            |                                 |                                 |                                |                                |   |   |        |        |        |        |        |  |